# کلودیا شیفر
کلودیا شیفر (آلمانی: Claudia Schiffer؛ زادهٔ ۲۵ اوت ۱۹۷۰) بازیگر و مدل اهل آلمان است. از فیلم‌های او می‌توان به بازی در زولندر و در واقع عشق اشاره کرد.